# Ferme musée rustique
La Ferme musée rustique est un musée ethnographique situé à Saint-Léger-près-Troyes dans le département de l'Aube en France. Il présente l'architecture à pans de bois locale et les arts populaires.

## Collections
Le musée, comprenant plusieurs maisons, présente plus de mille cinq cents objets du quotidien et de l'agriculture. Des animations autour de contes y sont organisées. Cette ancienne ferme a été transformée en lieu touristique et présente un four à pain, un ensemble de bâtiments à pans de bois au cœur du village tout en ayant la rive du ruisseau de l'Étang l'Abbé en fond de cour.

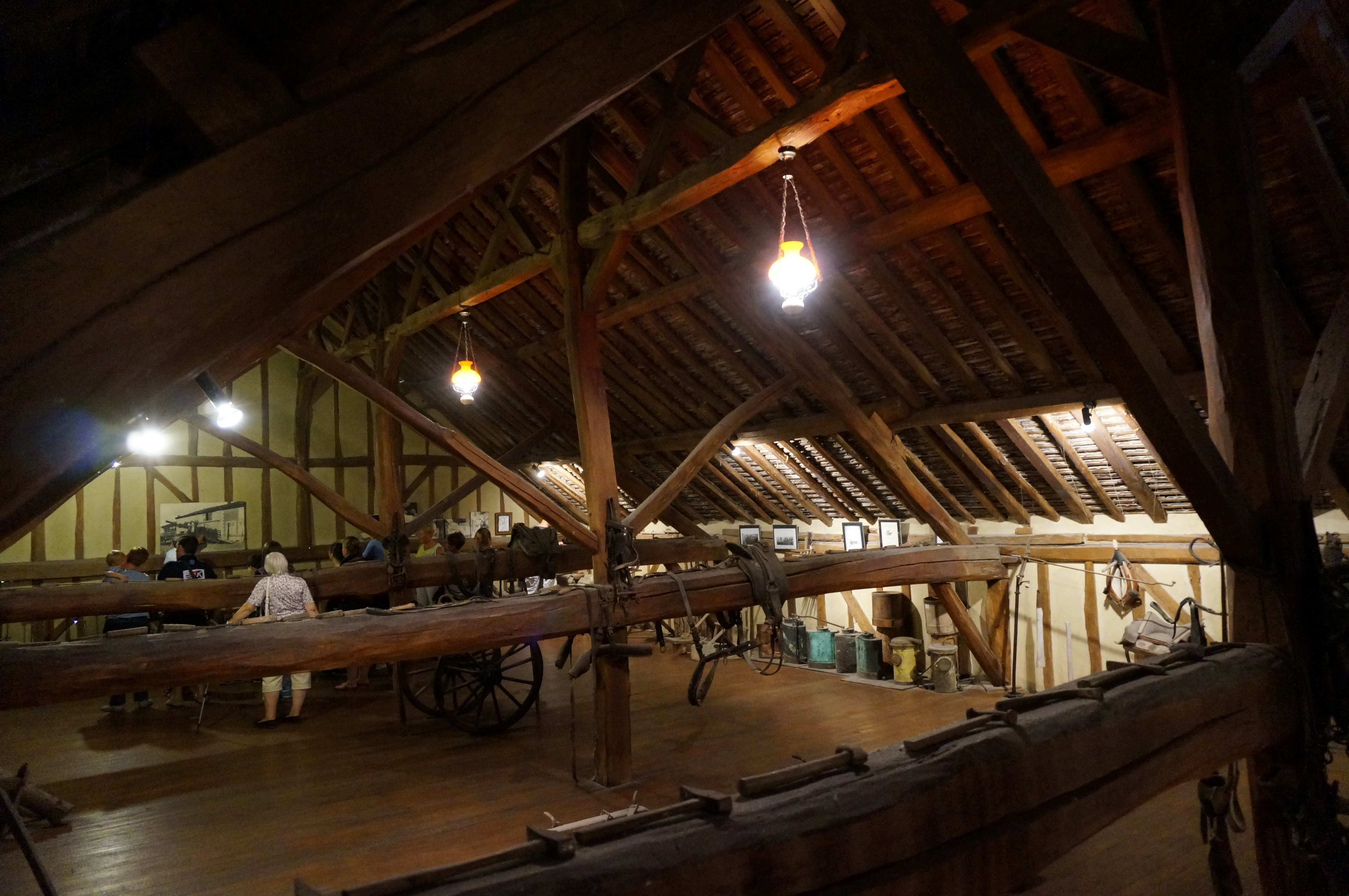
Une salle d'exposition.